# I. Lajos, Blois grófja
I. Lajos (1172 – 1205. április 14.) Blois város grófja volt 1191 és 1205 között.

## Élete
1172-ben született V. Theobald, Blois grófja és Franciaországi Aliz fiaként. Tizenéves korában részt vett apja harmadik keresztes hadjáratában.
1191-ben Édesapja elhunyt és Lajos megörökölte a Blois grófja címet.
1199-ben Lajos és unokatestvére, III. Theobald champagne-i gróf voltak az első nagy nemesek, akik III. Ince pápa negyedik keresztes hadjáratának felhívására reagáltak. 1202-ben távozott Franciaországból. Konstantinápoly 1203 júliusi ostroma alatt a 8 hadosztályparancsnok egyike volt.
Később Lajos hónapokig lázban szenvedett és nem tudott részt venni 1204-ben Konstantinápoly elfoglalásában.
Még lábadozott, de részt vett a drinápolyi csatában, ám ott őt meggyilkolták 1205. április 14-én. Fia, VI. Theobald lett Blois következő grófja.

### Házassága
Catherine of Clermont vette feleségül. Három gyermekük született:
- Raoul, kisgyermekként elhunyt
- Jeanne, kisgyermekként elhunyt
- Theobald, Blois grófja